# Prince des Six Jours
Pour plus de détails, voir Fiche technique et Distribution.
Prince des Six Jours est un film français de Robert Vernay réalisé en 1933 et sorti en salles en 1936. 

## Synopsis
Toto se fait passer pour Paul Prince, fameux coureur cycliste. Il participe et gagne les Six jours de Paris.

## Fiche technique
- Titre : Prince des Six Jours
- Titre alternatif : Popaul et sa danseuse
- Réalisation : Robert Vernay
- Dialogues : André Mauprey
- Musique : Jacques Belasco et H. Geiringer
- Directeur de production : Maurice de Roock
- Société de production :  Compagnie Internationale de Transactions Artistiques et Cinématographiques
- Pays :  France
- Format : Noir et blanc - Son mono
- Genre : Comédie
- Durée : 97 minutes
- Date de sortie : 
  - France : 3 juillet 1936

## Distribution
- Adrien Lamy : Victor Foin, dit "Toto"
- René Ferté : Paul Prince
- Paul Asselin : l'ami
- Marcel Vallée : le manager
- Raymond Cordy : le manager
- Paulette Dubost : Mona
- Robert Le Vigan : un spectateur
- Jean Arbuleau : le speaker de la radio
- Georges Bérétro : le speaker du vélodrome d'hiver (dans son propre rôle)
- Coecilla Navarre : Lily